# Lasioglossum sierramaestrensis
Lasioglossum sierramaestrensis là một loài Hymenoptera trong họ Halictidae. Loài này được Genaro mô tả khoa học năm 2001.